# Sphaerolobium validum
Sphaerolobium validum là một loài thực vật có hoa trong họ Đậu. Loài này được Butcher miêu tả khoa học đầu tiên.